# Strada statale 664 Mediana del Salento
La ex strada statale 664 Mediana del Salento (SS 664), ora strada provinciale 367 Mediana del Salento (SP 367), era una strada statale italiana il cui percorso si snodava in Puglia nella provincia di Lecce. Attualmente classificata come strada provinciale, ha le caratteristiche tipiche di una superstrada cioè due corsie per ogni senso di marcia, separate da guard-rails, e corsie di emergenza. Viene generalmente utilizzata come collegamento fra il Salento nord-occidentale, Galatina e Maglie, da cui poter raggiungere Otranto, Santa Cesarea Terme, Castro e Leuca. Viceversa, chi vive nell'area magliese-otrantina la usa per raggiungere la costa jonica a Nord di Gallipoli, come Porto Cesareo e le marine neretine.

## Storia
Precedentemente nota come strada a scorrimento veloce (SSV) Mediana del Salento, venne istituita col decreto del Ministro dei lavori pubblici n. 57 del 16 marzo 1989 con i seguenti capisaldi d'itinerario: "Innesto al km 979+800 della strada statale n. 16 presso Corigliano d'Otranto - innesto al km 9+700 della strada statale n. 101 presso Masseria Vittorio". Trattasi di un'opera incompiuta nella sua integrità, dal momento che il suo intento principale era quello di collegare Leuca e Otranto a Taranto, evitando così il passaggio da Lecce, all'epoca sprovvista di tangenziale. Ciò si può testimoniare osservando come l'innesto sulla SS101 in direzione Gallipoli sia in realtà una deviazione obbligatoria da una strada che doveva proseguire ulteriormente, ma che è rimasta irrealizzata.
In seguito al decreto legislativo n. 112 del 1998, dal 2001 la gestione è passata dall'ANAS alla Regione Puglia, che ha provveduto al trasferimento dell'infrastruttura al demanio della Provincia di Lecce.
Ai giorni d'oggi questa arteria riceve relativamente poco traffico, a causa della scarsa manutenzione (segnaletica orizzontale sbiadita, asfalto consumato, proliferazione delle piante dello spartitraffico sulle carreggiate, buio e pericolosità nelle ore notturne) e dell'improprio utilizzo da parte dei centauri nelle gare clandestine.

## Percorso
La strada ha origine da uno svincolo sulla strada statale 101 Salentina di Gallipoli. Presenta uscite in corrispondenza delle intersezioni con la ex strada statale 476 di Galatina e altre per raggiungere i centri di Soleto e Corigliano d'Otranto, per terminare innestandsi con la strada statale 16 Adriatica presso la zona industriale di Melpignano.

## Tabella percorso
| STRADA PROVINCIALE 367 Mediana del Salento | |      |           |
| Tipo                                       | Indicazione | ↓km↓ | Provincia |
|                                            | Salentina di Gallipoli direzione Lecce Lequile San Pietro in Lama direzione Gallipoli Copertino Nardò Galatone | 0,0  | LE        |
|                                            | Galatina Aeroporto di Lecce-Galatina San Cesario di Lecce San Donato di Lecce Lecce Copertino                  | 4,3  | LE        |
|                                            | area di parcheggio "Capoccia" solo direzione Maglie                                                            | 5,0  | LE        |
|                                            | area di parcheggio "Lagorosso" solo direzione Gallipoli                                                        | 6,0  | LE        |
|                                            | Soleto Sternatia Galatina                                                                                      | 11,4 | LE        |
|                                            | Soleto Galatina Zollino Martano Otranto Sogliano Cavour                                                        | 13,1 | LE        |
|                                            | Corigliano d'Otranto Galatina Castrignano de' Greci Melpignano Sogliano Cavour Cutrofiano                      | 17,1 | LE        |
|                                            | Adriatica Maglie Otranto Santa Cesarea Terme Castro Tricase Leuca                                              | 18,9 | LE        |